# Европско првенство у атлетици на отвореном 2010 — 20 километара ходање за жене
Дисциплина 20 километара ходање у женској конкуренцији на Европском првенству у атлетици 2010. у Барселони одржана је у 28. јула на улицама града.
Титулу освојену 2006. у Гетеборгу, није бранила Рита Турава из Белорусије.
Постигнута су само 2 најбоља лична резултата у сезони.

## Земље учеснице
Учествовале су 22 такмичарке из 12 земаља.
1. Белорусија (2)
2. Ирска (1)
3. Италија (1)
4. Литванија (3)
5. Немачка (1)
6. Пољска (2)
7. Португалија (3)
8. Русија (3)
9. Словачка (1)
10. Уједињено Краљевство (1)
11. Чешка (1)
12. Шпанија (3)

## Рекорди
| Рекорди пре почетка Европског првенства 2010. | Рекорди пре почетка Европског првенства 2010. | Рекорди пре почетка Европског првенства 2010. | Рекорди пре почетка Европског првенства 2010. | Рекорди пре почетка Европског првенства 2010. |
| --------------------------------------------- | --------------------------------------------- | --------------------------------------------- | --------------------------------------------- | --------------------------------------------- |
| Светски рекорд                                | Олимпијада Иванова Русија\|                   | 1:25:41                                       | Хелсинки, Финска                              | 7. август 2005                                |
| Европски рекорд                               | Олимпијада Иванова Русија\|                   | 1:25:41                                       | Хелсинки, Финска                              | 7. август 2005                                |
| Рекорди Европских првенстава                  | Олимпијада Иванова Русија\|                   | 1:25:41                                       | Хелсинки, Финска                              | 7. август 2005                                |
| 'Најбољи светски резултат сезоне              | Анисија Кирдјапкина Русија                    | 1:25:11                                       | Сочи, Русија                                  | 20. фебруар 2010                              |
| Најбољи европски резултат сезоне              | Анисија Кирдјапкина Русија                    | 1:25:11                                       | Сочи, Русија                                  | 20. фебруар 2010                              |

## Победнице
|                       |                            |                      |
| Олга Канискина Русија | Анисија Кирдјапкина Русија | Вера Соколова Русија |

## Сатница
| Датум         | Време | Коло   |
| ------------- | ----- | ------ |
| 28. јул 2010. | 8:05  | Финале |

## Резултати

### Финале
| Пласман | Такмичарка          | Држава               | Време   | Белешке |
| ------- | ------------------- | -------------------- | ------- | ------- |
|         | Олга Канискина      | Русија               | 1:27:44 | ЛРС     |
|         | Анисија Кидрјапкина | Русија               | 1:28:55 |         |
|         | Вера Соколова       | Русија               | 1:29:32 |         |
| 4       | Мелани Зегер        | Немачка              | 1:29:43 |         |
| 5       | Беатрис Пасквал     | Шпанија              | 1:29:52 |         |
| 6       | Вера Сантос         | Португалија          | 1:30:52 |         |
| 7       | Кристина Салтанович | Литванија            | 1:31:40 | ЛРС     |
| 8       | Ана Кабесиња        | Португалија          | 1:31:48 |         |
| 9       | Инес Хенрикес       | Португалија          | 1:32:26 |         |
| 10      | Џоана Џексон        | Уједињено Краљевство | 1:33:33 |         |
| 11      | Марија Хосе Повес   | Шпанија              | 1:34:19 |         |
| 12      | Агњешка Дигач       | Пољска               | 1:34:51 |         |
| 13      | Бригита Вирбалите   | Литванија            | 1:35:00 |         |
| 14      | Настасја Јацевич    | Белорусија           | 1:36:59 |         |
| 15      | Неринга Ајдјетите   | Литванија            | 1:37:32 |         |
| 16      | Lucie Pelantová     | Чешка                | 1:41:35 |         |
| —       | Олив Локнејн        | Ирска                | НЗ      |         |
| —       | Зузана Маликова     | Словачка             | НЗ      |         |
| —       | Alina Matveyuk      | Белорусија           | НЗ      |         |
| —       | Марија Васко        | Шпанија              | НЗ      |         |
| —       | Paulina Buziak      | Пољска               | ДИСК.   |         |
| —       | Сибила ди Винченцо  | Италија              | ДИСК.   |         |

### Пролазна времена
| Дистанца | Такмичарка          | Држава | Време   |
| -------- | ------------------- | ------ | ------- |
| 2 км     | Олив Локнејн        | Ирска  | 9:27    |
| 4 км     | Анисија Кидрјапкина | Русија | 18:33   |
| 6 км     | Олга Канискина      | Русија | 27:09   |
| 8 км м   | Олга Канискина      | Русија | 35:37   |
| 10 км    | Олга Канискина      | Русија | 44:11   |
| 12 км    | Олга Канискина      | Русија | 52:44   |
| 14 км    | Олга Канискина      | Русија | 1:01:21 |
| 16 км    | Олга Канискина      | Русија | 1:09:59 |
| 18 км    | Олга Канискина      | Русија | 1:18:43 |